# Данијелсон (Конектикат)
Данијелсон (енгл. Danielson) град је у америчкој савезној држави Конектикат.

## Демографија
По попису из 2010. године број становника је 4.051, што је 214 (-5,0%) становника мање него 2000. године.
| Група             | 2000.         | 2010.         |
| Белци             | 3.707 (86,9%) | 3.473 (85,7%) |
| Афроамериканци    | 112 (2,6%)    | 114 (2,8%)    |
| Азијати           | 117 (2,7%)    | 116 (2,9%)    |
| Хиспаноамериканци | 217 (5,1%)    | 232 (5,7%)    |
| Укупно            | 4.265         | 4.051         |